# Leucon assimilis
Leucon assimilis är en kräftdjursart som beskrevs av Sars 1886. Leucon assimilis ingår i släktet Leucon och familjen Leuconidae. Inga underarter finns listade i Catalogue of Life.